# وقتی مارنی آنجا بود (رمان)
وقتی مارنی آنجا بود (انگلیسی: When Marnie Was There) رمانی نوشتهٔ جوآن جی. رابینسون، نویسندهٔ بریتانیایی است که نخستین بار در سال ۱۹۶۷ توسط انتشارات کالینز منتشر شد. داستان دربارهٔ دختری به نام آنا است که پس از بیمار شدن، مدتی را موقتاً برای استراحت و بهبودی در نورفک سپری می‌کند. در آنجا، آنا با دختری مرموز و سرسخت به نام مارنی آشنا می‌شود که در خانه‌ای مشرف به مرداب‌ها زندگی می‌کند. میان آنا و مارنی رابطه‌ای پنهانی شکل می‌گیرد که برای هر دو ارزشمند است. این رمان به موضوعاتی همچون بیگانگی، تنهایی و بخشش در دوران کودکی می‌پردازد. این کتاب پس از انتشار، نقدهای بسیار مثبتی دریافت کرد و منتقدان آن را به‌خاطر تصویرسازی‌های قوی از طبیعت، تعادل مناسب میان طنز و مضامین سنگین و بار احساسی آن تحسین کردند. این داستان در سال ۱۹۷۱ برای تلویزیون و در سال ۲۰۰۶ برای رادیو مورد اقتباس قرار گرفت. در سال ۲۰۱۴، استودیو جیبلی انیمیشنی به همین نام با اقتباس از این رمان منتشر کرد.

## پیشینه
رابینسون تا پیش از این، تنها در نوشتن کتاب‌هایی برای کودکان خردسال تجربه داشت و بیشتر به‌خاطر مجموعه‌های تدی رابینسون و مری-مری شناخته می‌شد. تدی رابینسون ماجراهای خیالی میان یک دختر و عروسک تدی خرسه‌اش را روایت می‌کند. پس از نوشتن آن، رابینسون مجموعهٔ مری-مری را نوشت که به زندگی خانوادگی و شیطنت‌های یک دختر جوان می‌پردازد. پیتر ونسیتارت این مجموعه را «کمی پخته‌تر» توصیف کرد. رابینسون نوشتن کتاب برای کودکان بزرگ‌تر را فرصتی خوشایند برای رهایی از محدودیت‌های سخت‌گیرانهٔ واژگان و موضوعات در داستان‌های کودکان خردسال می‌دانست.

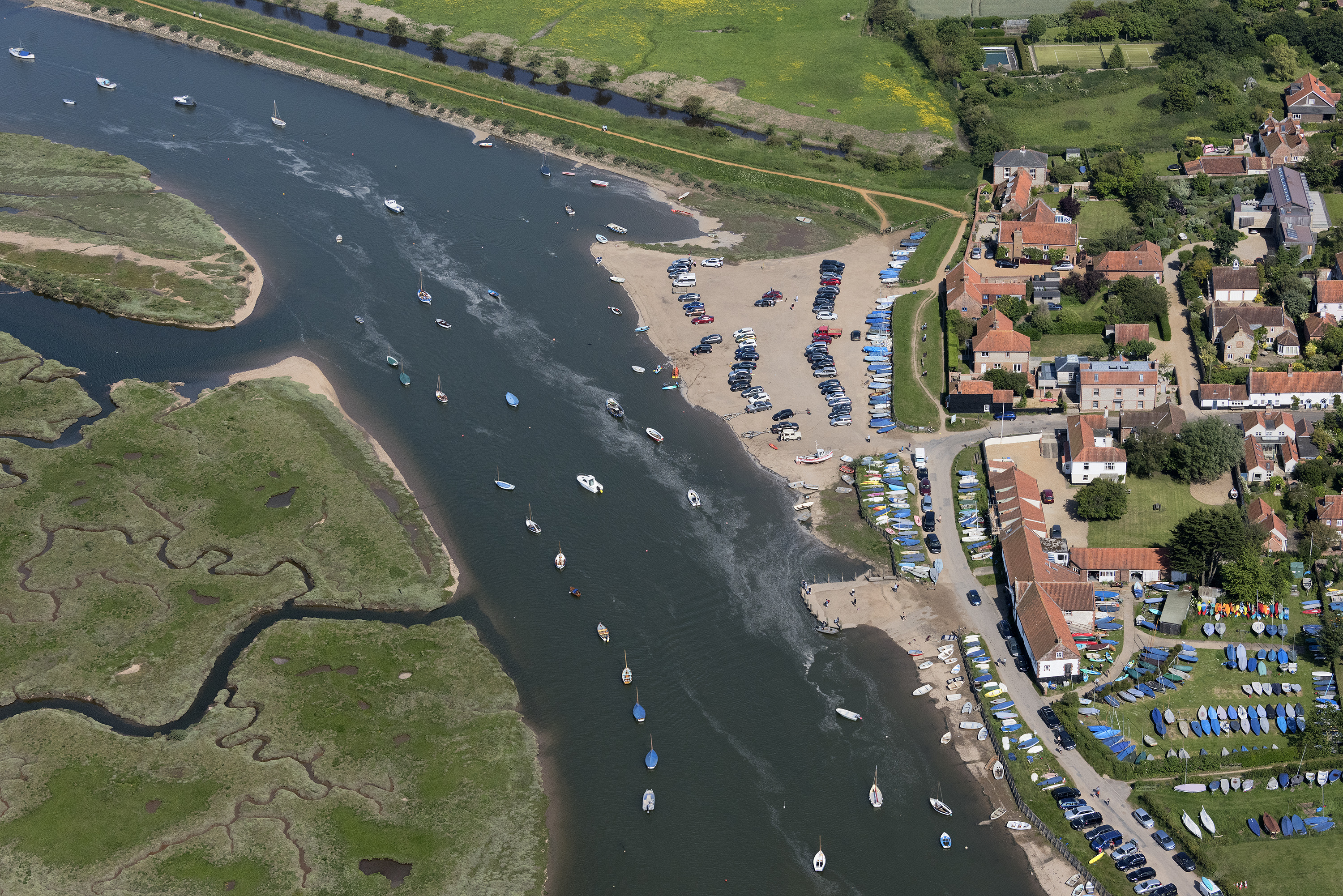
موقعیت برنهام اوری استیث الهام‌بخش رابینسون بود.

بنا به گفتهٔ دختر رابینسون، نوشتن وقتی مارنی آنجا بود در طول یک تعطیلات تابستانی خانوادگی در روستای ساحلی برنهام اُوری استیث آغاز شد. رابینسون پیوندی دیرینه و دائمی با نورفک داشت و از حدود ۱۹۵۰، دارای ارتباطی ویژه با برنهام اوری بود. ویژگی‌های طبیعی مهم این منطقه شامل یک نهر و مرداب کشندی، همچنین ساحلی دورافتاده است که شن‌تپه‌ها آن را احاطه کرده‌اند. در هنگام جزر، رابینسون از ساحل، در امتداد مسیر مرداب شروع به قدم زدن کرد و به خانه‌ای با قاب‌های پنجره و درهای خاص آبی‌رنگ، به نام «انبار غله» چشم دوخت. رابینسون متوجه شد که از دور، خانه چنان در محیط اطراف محو به نظر می‌رسد که گویی ناپدید شده است؛ تا زمانی که نور کم خورشید، آجرچینی آن را به شکلی چشمگیر روشن ساخت. او به خانه نزدیک شد و از پنجرهٔ طبقهٔ بالا به داخل نگریست؛ در آنجا دختری جوان را دید که نشسته بود و کسی موهایش را شانه می‌زد. این تجربه، مشوق رابینسون برای نوشتن داستان شد.
رابینسون در مدت باقی‌ماندهٔ اقامتش در روستا، زمان زیادی را در میان شن‌تپه‌ها گذراند و یادداشت‌هایی نوشت که به آفرینش شخصیت‌های آنا و مارنی انجامید. موقعیت جغرافیایی برنهام اوری استیث، به‌طور مستقیم تعیین‌کنندهٔ فضای داستان شد. ویژگی‌های انبار غله بر شکل‌گیری خانهٔ خیالی «مارش هاوس» در داستان تأثیر گذاشت. ساحل، شن‌تپه‌ها، چمنزارها و مسیرهای عبوری از میان مرداب از جمله مکان‌های مهم در داستان شدند. پس از پایان آن تابستان، رابینسون به نوشتن یادداشت‌های بیشتری ادامه داد. در طول حدود ۱۸ ماه، این یادداشت‌ها جمع‌آوری و گسترش یافتند و در نهایت به دست‌نوشتهٔ داستان تبدیل شدند.

## خلاصهٔ داستان
داستان رمان دربارهٔ دختری به نام آنا است. خانم پرستون، والد موقت آنا، درحالی که آنا سوار قطاری به مقصد نورفک می‌شود، با نگرانی از او خداحافظی می‌کند. زوج مسنی به نام آقا و خانم پگ، پس از پی بردن به بیماری آنا، از او دعوت کرده‌اند که مدتی مهمان آن‌ها باشد. آنا در طول مسیر سفر، بی‌تفاوت به تنهایی‌اش و دل‌نگرانی بیش از حد خانم پرستون برای او فکر می‌کند. وقتی به مقصد می‌رسد، به سمت اسکلهٔ نزدیک خانه می‌رود و آن سوی آب، خانه‌ای قدیمی به نام «مارش هاوس» می‌بیند. در روزهای بعد، آنا بیشتر وقتش را در طبیعت می‌گذراند و در کنار ماهیگیری محلی به نام وانترمنی، همنشینی آرام و دلنشینی می‌یابد. پس از مدتی، آنا در جریان دعوا با دختری به نام ساندرا، که آنا را در مهارت‌های اجتماعی ناتوان می‌بیند، ناراحت و آزرده می‌شود. یک شب، آنا قایقی پیدا می‌کند و با آن به سمت مارش هاوس پارو می‌زند. بیرون خانه، با دختری موطلایی به نام مارنی روبه‌رو می‌شود.
آنا خودش را به‌عنوان یک مهمان در این منطقه معرفی می‌کند و مارنی می‌گوید که در مارش هاوس زندگی می‌کند. شب بعد، مارنی دوباره آنا را پیدا می‌کند و او را به شکل یک دختر گدا درمی‌آورد؛ سپس آنا را به مهمانی باشکوهی در داخل خانه می‌برد. فضای مجلل مهمانی، آنا را مسحور می‌کند. پس از آن، آن‌ها مرتباً یکدیگر را ملاقات می‌کنند. مارنی به آنا می‌گوید که پدر و مادرش معمولاً غایب‌اند و دو خدمتکار و یک پرستار از او نگهداری می‌کنند. آنا نیز اعتراف می‌کند که به فرزندی پذیرفته شده و در حالی که اشک می‌ریزد، می‌گوید که والدینش برای نگهداری از او پول دریافت می‌کنند و شک دارد که واقعاً او را دوست داشته باشند. مارنی با اطمینان به او قول می‌دهد که همیشه دوستش خواهد داشت. مارنی فاش می‌کند که یکی از خدمتکارانش با او بدرفتاری می‌کند و تهدیدش کرده که در آسیاب بادی متروکه‌ای در همان نزدیکی زندانی‌اش خواهد کرد. او همچنین می‌گوید که یک پسرعموی بزرگ‌تر به نام ادوارد دارد که گاهی با او وقت می‌گذراند.
آنا به‌تنهایی به آسیاب بادی می‌رود، با این امید که بعداً بتواند مارنی را قانع کند که آنجا ترسناک نیست؛ اما وقتی به آنجا می‌رسد، مارنی را در وحشت می‌بیند و پس از مدتی، مارنی ناپدید می‌شود. آنا، دل‌شکسته، از آنجا بیرون می‌دود و از حال می‌رود. پس از گذراندن چند روز در بستر، آنا دوباره مارنی را می‌بیند. مارنی از او عذرخواهی می‌کند و می‌گوید که دیگر نمی‌تواند به دیدنش بیاید. آنا او را می‌بخشد، سپس در میان مرداب از حال می‌رود. وانترمنی او را نجات می‌دهد و آنا بار دیگر بستری می‌شود. آنا پس از بهبودی، روحیهٔ اجتماعی‌تری پیدا می‌کند و وقتی خانم پرستون به دیدنش می‌آید، با او آشتی می‌کند. در این میان، با خانوادهٔ لینزی آشنا می‌شود که قرار است به مارش هاوس نقل مکان کنند. آنا با دخترشان، سیلا، دوست می‌شود.
سیلا به آنا می‌گوید که در مارش هاوس یک دفترچهٔ خاطرات پیدا کرده است. آن‌ها دفترچه را می‌خوانند و درمی‌یابند که شامل نوشته‌هایی دربارهٔ زندگی روزمرهٔ مارنی است. مادر سیلا، خانم لینزی، زبان قدیمی و وقایع دفترچه را تفسیر می‌کند و حدس می‌زند که این نوشته‌ها مربوط به دوران جنگ جهانی اول باشند. آن‌ها دفترچه را به یکی از دوستان خانوادگی‌شان، گیلی، نشان می‌دهند. گیلی توضیح می‌دهد که مارنی، دوست دوران کودکی او بوده و بعدها با ادوارد ازدواج کرده و صاحب دختری به نام ازمی می‌شود. ادوارد از دنیا می‌رود و در جریان جنگ جهانی دوم، ازمی به آمریکا فرستاده می‌شود و از مارنی دور می‌ماند. ازمی ازدواج می‌کند و دختری به نام ماریانا به دنیا می‌آورد، اما در یک سانحهٔ رانندگی جانش را از دست می‌دهد. پس از مرگ ازمی، ماریانا برای مدت کوتاهی تحت سرپرستی مادربزرگش، مارنی، قرار می‌گیرد، اما مارنی نیز چند سال بعد فوت می‌کند. در نهایت، ماریانا به فرزندی پذیرفته می‌شود. حقیقت آشکار می‌شود؛ آنا، که نام اصلی‌اش ماریانا بوده، تنها نوهٔ مارنی است. آنا به آرامش می‌رسد و روزهای باقی‌مانده را با خانوادهٔ لینزی سپری می‌کند. پیش از بازگشت به خانه، او برای خداحافظی نزد وانترمنی می‌رود؛ سپس به سمت عمارت نگاه می‌کند و روح مارنی را می‌بیند که از پشت پنجره برایش دست تکان می‌دهد و خداحافظی می‌کند.

## انتشار
وقتی مارنی آنجا بود نخستین بار در سال ۱۹۶۷ توسط انتشارات کالینز منتشر شد. نخستین چاپ این کتاب با تصویرگری پگی فورتنم همراه بود. طرح جلد به‌صورت رنگی بود و در سراسر کتاب، تصاویری سیاه و سفید از لحظات مختلف داستان به چشم می‌خورد. به‌عنوان مثال، یکی از تصاویر در فصل هجدهم با عنوان «وقتی ادوارد آمد»، آنا و مارنی را نشان می‌دهد که در میان علف‌های بلند دراز کشیده‌اند.
این کتاب در سال ۱۹۷۱ با جلد شومیز برای بازار انبوه، توسط آرمادا لاینز تجدید چاپ شد. در سال ۲۰۱۶، حق ترجمهٔ آن به ۱۰ کشور از جمله ژاپن، ایتالیا، اسپانیا و چین فروخته شد و توسط انتشارات هارپرکالینز تجدید چاپ شد.

## درون‌مایه
من، البته، آنا هستم و مارنی مادر من است. مادرم همیشه دست‌نیافتنی بود. بی‌آنکه قصدی داشته باشد، همیشه مرا ناامید می‌کرد. بخشیدن او برایم بسیار دشوار بود، زیرا تا زمانی که درک نکنی والدین هم مثل خودت هستند، که آن‌ها هم کودک هستند، نمی‌توانی ضعیف و انسان بودنشان را ببخشی. اما تا زمانی که نیاموزی ببخشی، خودت فلج می‌مانی و قادر به رشد نخواهی بود. با نوشتن مارنی، با حقیقت روبه‌رو شدم و به درک رسیدم. این کار باعث شد همه‌چیز خیلی بهتر شود.

جوآن جی. رابینسون، مصاحبه‌ای در سال ۱۹۶۹ با هانا کارتر در گاردین.
وقتی مارنی آنجا بود بر تنهایی آنا، تلاش او برای پذیرش عشق و مفهوم بخشش تمرکز دارد. رابینسون این رمان را بر اساس تجربیات شخصی خود از بیگانگی و تنهایی در دوران کودکی نوشت و اظهار داشت که رابطهٔ میان آنا و مارنی را از رابطهٔ خودش با مادرش الگوبرداری کرده است. رابینسون خود را آنا می‌دید و مادرش را مارنی، که در داستان حضوری مبهم و گریزان و حالت هیجانی دست‌نیافتنی دارد. رابینسون توضیح داد که نوشتن شخصیت مارنی به او کمک کرد مادرش را ببخشد و بپذیرد که او نیز «آسیب‌پذیر و انسان» بوده است. روان‌شناس نوجوانان، چاو-یی لو، مهم‌ترین لحظهٔ داستان را جایی می‌داند که پیش از آنکه مارنی بگوید دیگر نمی‌تواند آنا را ببیند، آنا او را می‌بخشد؛ این لحظه آنا را از نظر عاطفی عمیقاً دگرگون می‌کند. لو اظهار کرد که «برای رشد کردن، آنا باید چیزی را رها کند، شیوهٔ قدیمی برقراری ارتباط را کنار بگذارد. او باید سوگواری کند».
نویسنده، پیتر ونسیتارت نوشت که این رمان نقشی مهم در تثبیت جایگاه رابینسون به‌عنوان یک نویسندهٔ جدی داشت و از آثار اولیه‌اش، که برای کودکان خردسال نوشته شده بودند، فاصله گرفت. به گفتهٔ او، رابینسون در نوشتن دختران جوان تنها و حساس مهارت داشت. ونسیتارت این رمان و آثار بعدی رابینسون را نمونه‌های برجسته‌ای از توصیف صریح الگوپردازی روانی دختری می‌دانست که احساس می‌کند دیگران او را درک نمی‌کنند، همه‌چیز را خراب می‌کند، افکار انتقام‌جویانه را در خود انباشته، سرشار از رنجش است، انتظار ناامیدی دارد و «شعر رؤیایی بزرگ شدن» را متحمل می‌شود.

## سبک

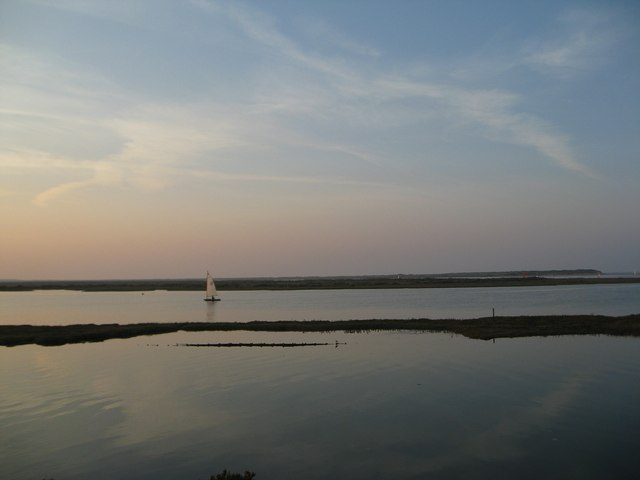
جویباری ساحلی در غروب آفتاب. تصویرسازی دلپذیر و آرامش‌بخش داستان، نقشی اساسی در حال و هوا و سبک آن دارد.

وقتی مارنی آنجا بود اثری فانتزی یا «نزدیک به فانتزی» توصیف شده است. این رمان با بهره‌گیری از تصویرسازی و فضای ساحلی خود، حال و هوای داستان را کنترل می‌کند. نائومی لوئیس، نویسندهٔ بریتانیایی، در توصیف فصل‌هایی که به ناپدید شدن مارنی می‌پردازند، می‌نویسد: «بوی نمک، برخورد موج‌ها، و پرنده‌ای که گویی فریاد می‌زند «به من رحم کن!»، همگی به نظر می‌رسد با لذت و فقدان [مارنی] پیوند خورده‌اند.» محیط داستان بازتابی از وضعیت روانی آنا نیز هست. چاو-یی لو نوشت: «شوریِ هوای دریایی‌اش، ریتم آرام و ملایم زندگی که تأمل را ممکن می‌سازد، حس آمدن به دورترین نقطهٔ جهان را به‌عنوان بیانی از جست‌وجوی گذشتهٔ خود می‌دهد».
لوئیس این رمان را «برنامه‌ریزی شده به طرزی زیبا، نوشته‌شده به طرزی فراموش‌نشدنی» توصیف کرد. او همچنین ترکیب طنز با رفتار «اندوهگین و کم‌حرفی» آنا را ستود و پایان‌بندی داستان را در حفظ موضوع و درون‌مایهٔ داستان موفق دانست. جین مک‌گیبن اشاره کرد که برخی خطوط روایی داستان «بیش از یک نشانه از فراطبیعی بودن» در خود دارند. او آشکار شدن گذشتهٔ آنا را «نقطهٔ اوجی رضایت‌بخش» برای داستان توصیف کرد.
الین ماس آن را را یک «فانتزی فوق‌العاده قوی» توصیف کرد و پایان‌بندی آن را «به‌شدت تکان‌دهنده» خواند. کلر تاملین، روزنامه‌نگار انگلیسی، این رمان را «به‌طرز استثنایی جذاب» توصیف کرد و پایان‌بندی آن را از نظر احساسی رضایت‌بخش دانست. مدلین شوفلد از «خط داستانی منسجم و جذابیت یک اثر تقریباً شبه فانتزی» تمجید کرد. کرکس ریویوز، مجلهٔ آمریکایی نقد کتاب، باورپذیری وقایعی را که در نهایت منجر می‌شود آنا پی ببرد مارنی مادربزرگش است، زیر سؤال برد و آن را یک «گره‌گشایی خفه‌کننده» خواند؛ در عوض، آشتی آنا با مادر موقتش را جنبهٔ ارزشمندتری از داستان دانست.

## بازخوردها
این رمان به‌طور کلی نقدهای مثبتی دریافت کرد و در سال ۱۹۶۷ در فهرست نهایی مدال کارنگی قرار گرفت. این کتاب توسط مکمل ادبی تایمز، نیو استیتسمن، اسپکتیتر و آبزرور مورد نقد و بررسی قرار گرفت. نقدهای آمریکایی از سال ۱۹۶۸ در اسکول لایبرری ژورنال و کرکس ریویوز شروع شد. در آگهی فوت رابینسون در دیلی تلگراف در سال ۱۹۸۸، از پایان‌بندی این رمان به‌عنوان «یکی از تأثیرگذارترین و رضایت‌بخش‌ترین گره‌گشایی‌ها در ادبیات کودک» یاد شد و رمان را یک کلاسیک مدرن خواندند. این رمان از سال ۲۰۱۴، با اقتباس انیمیشنی استودیو جیبلی، بار دیگر مورد توجه قرار گرفت و موج دیگری از محبوبیت را تجربه کرد.

## اقتباس‌ها
در سال ۱۹۷۱، بی‌بی‌سی وان این رمان را برای برنامهٔ کتاب‌خوانی کودکان، جکنوری به‌صورت مجموعه‌ای تلویزیونی اقتباس کرد. کتاب توسط آن بل خوانده شد و فیلم‌برداری و عکاسی آن در برنهام اوری انجام گرفت. این مجموعه در پنج قسمت ۱۵ دقیقه‌ای، از ۸ تا ۱۲ نوامبر پخش شد.
در سال ۲۰۰۶، رادیو بی‌بی‌سی ۴ این رمان را به‌عنوان نمایشی رادیویی برای برنامهٔ نمایش شنبه اقتباس کرد. این نمایش توسط بیتی روبنس نوشته و به کارگردانی دیوید هانتر اجرا شد. جورجینا هیگن (آنا) و ژولیت التونن (مارنی) از جمله صداپیشگان آن بودند.
در سال ۲۰۱۴، استودیو جیبلی یک انیمیشن اقتباسی از این رمان منتشر کرد که داستان آن در هوکایدو جریان دارد. این انیمه به کارگردانی هیروماسا یونه‌بایاشی ساخته شد. پیش از آن، هایائو میازاکی، بنیان‌گذار استودیو جیبلی، خواندن این کتاب را به کودکان پیشنهاد کرده بود.

## واژه‌نامه
1. ↑  Peter Vansittart
2. ↑  Burnham Overy Staithe
3. ↑  Marsh House
4. ↑  Wuntermenny
5. ↑  Sandra
6. ↑  Scilla
7. ↑  Esmé
8. ↑  Marianna
9. ↑  Armada Lions
10. ↑  Chau-Yee Lo
11. ↑  Naomi Lewis
12. ↑  Jean MacGibbon
13. ↑  Elaine Moss
14. ↑  Claire Tomalin
15. ↑  Madalynne Schoefeld
16. ↑  Kirkus Reviews
17. ↑  Carnegie Medal
18. ↑  Jackanory
19. ↑  The Saturday Play
20. ↑  Beaty Rubens
21. ↑  David Hunter
22. ↑  Georgina Hagen
23. ↑  Juliet Aaltonen